# سعيد حسبان (رجل أعمال)
سعيد حسبان من مواليد 1974 بمدينة الدار البيضاء هو سياسي ورجل أعمال مغربي تولى رئاسة الرجاء المغربي منذ بداية موسم 2016 خلفا لمحمد بودريقة إلى 2018. فاز مع فريق الرجاء بلقب كأس العرش محتلا المركز الثالث في البطولة الوطنية المغربية. عانى فريق الرجاء الرياضي إبان عهده من سوء تسيير وتردي أوضاع اللاعبين ماديا ومعنويا ما أدى للارتفاع الأصوات المطالبة برحيله
يوم الجمعة 13 أبريل 2018 قدم سعيد حسبان رسميا استقالته من رئاسة نادي الرجاء البيضاوي بعد عقد جمع استثنائي بحضور مجموعة من المنخرطين للنادي الأخضر وقد عرف هذا الجمع تنصيب السيد محمد أوزال رئيسا للجنة مؤقتة إلى غاية نهاية الموسم الكروي 2017/2018.

## الإنجازات مع النادي
- 2017 : كأس العرش المغربي

## روابط خارجية
- أعضاء مكتب جامعة كرة القدم المغربية
- رؤساء نادي الرجاء